# Чеболизация в России
Чеболизация (англ. chaebolization) — процесс формирования многоотраслевых холдингов с единой административно-хозяйственной политикой, охватывающих своей деятельностью значительную часть национальной экономики. Чеболизация проводится в значительной степени за счёт государственного финансирования. Характерным примером таких холдингов служат южнокорейские чеболи и японские кэйрэцу, от названия которых происходит синоним, англ. keiretsuisation.

## Чеболизация в России
С начала 2000-х годов исследователи имеют различные мнения по поводу того, имеет ли место чеболизация в России. Аналитический доклад финансовой группы «Brunswick UBS Warburg» выделял восемь многопрофильных холдингов — «Менатеп», «Интеррос», «Российский алюминий», АФК «Система», «Лукойл», «Альфа-Групп», Сургутнефтегаз и АвтоВАЗ — в качестве ведущих экономических сил страны, аналогичных южнокорейским чеболям; при этом, по мнению авторов доклада, такая структура экономики для России носила позитивный, стабилизирующий характер. Понимание российского положения как аналогичного южнокорейской модели поддержали и другие эксперты, указывавшие в качестве его причины на незначительность внешнего финансирования крупной промышленности России.
С точки зрения некоторых специалистов, чеболизация является перспективным путём экономического развития для России, поскольку обеспечивает перетекание капиталов, образующихся за счёт продажи сырьевых ресурсов, в недоинвестированные предприятия обрабатывающих отраслей, принадлежащие тому же холдингу.

Постепенно крупные торговые фирмы, крупные производственные предприятия либо финансовые структуры организуют сначала вертикальные и горизонтальные холдинги. После этого они начинают превращаться в чеболи корейского образца. Таким образом, переход из накоплений в инвестиции в другие отрасли промышленности происходит в незначительных объёмах и не через банковскую или фондовую сферу, а путём приобретения контрольных пакетов акций и включения в управляющую систему предприятий других отраслей. При слабости банковского сектора… пока для России другого пути не просматривается,

— говорилось в предложенной в 2002 году Российским союзом промышленников и предпринимателей концепции национальной промышленной политики.
В то же время представители российского банковского сообщества характеризовали чеболизацию как «создание узкого круга олигархических групп, которые поделят экономику на куски» и как угрозу перспективам здорового развития национальной финансовой системы. Эксперты Международного валютного фонда также отмечали, что краткосрочный выигрыш российской экономики от чеболизации не восполняет долгосрочного ущерба, связанного с возникающими препятствиями для диверсификации экономики. Однако, по мнению других специалистов, в условиях, когда инвестиционная привлекательность важнейших национальных экономических проектов невелика, издержки от выбора южнокорейского пути развития можно было бы считать приемлемыми.
По мнению англ. Jean-François Huchet, Xavier Richet, Joel Ruet процесс укрупнения и диверсификации бизнеса в России не является чеболизацией, так как расширение компаний в России практически не финансируется государством, а проекты по расширению определяются коммерческими выгодами диверсификации, а не стратегическим выбором государства.